# 工業所有権情報・研修館
独立行政法人工業所有権情報・研修館（こうぎょうしょゆうけんじょうほう・けんしゅうかん、National Center for Industrial Property Information and Training: INPIT〈インピット〉）は、経済産業省所管の独立行政法人である。

## 概要
工業所有権情報・研修館は、特許庁に設置されていた公報等の閲覧施設を起源とする機関であり、工業所有権の保護に関するパリ条約第12条において加盟国に設置が義務づけられている公報等の閲覧を行う中央資料館として位置づけられている。
現在では、公報等の閲覧業務に加えて、工業所有権相談業務、対外情報サービス業務、人材育成業務等の産業財産権に関する幅広い業務を行っている。対外情報サービス業務については、特許庁が開設した特許電子図書館（IPDL）の業務を引き継ぎ、インターネットを通じて公報等の情報の提供を行っていたが、2015年3月23日に特許情報プラットフォーム（J-PlatPat）に刷新されている。
その他にも、2002年より開催されているパテントコンテスト/デザインパテントコンテストを主催している。

## 組織

### 役員
- 理事長：久保浩三[6]
  - 理事：田中邦典[7]

### 部局
- 監査室
- 人材開発統括監
- 情報統括監
- 審議役
- 総務部
- 公報閲覧・相談部
- 研修部
- 知財人材部
- 知財情報基盤センター
  - 情報システム部
  - 知財情報部
- 知財活用支援センター
  - 地域支援部
  - 知財戦略部
- 近畿統括本部
  - 事業推進部[8]

## 沿革
- 1884年（明治17年）6月 - 農商務省工務局の商標登録所において図書の閲覧や商標見本の観覧を開始[9]。
- 1885年（明治18年）4月 - 特許明細書等の観覧を開始[9]。
- 1887年（明治20年）12月農 - 商務省特許局庶務部内に図書館を設置するとともに、図書館の分掌として「陳列所」を設置[9]。
- 1918年（大正7年）1月 - 図書館に「陳列館」を併設[9]。
- 1924年（大正13年）12月 - 図書館を廃止し「陳列館」に統合[9]。
- 1952年（昭和27年）8月 - 「陳列館」を「万国工業所有権資料館」に改称[9]。
- 1997年（平成9年）4月 - 工業所有権相談業務、情報流通業務を開始し、「工業所有権総合情報館」に改称[9]。
- 2001年（平成13年）4月 - 独立行政法人化し、「独立行政法人工業所有権総合情報館」となる[9]。
- 2004年（平成16年）10月 - 対外情報サービス業務、人材育成業務等を追加し、「独立行政法人工業所有権情報・研修館」に改称[9]。
- 2007年（平成19年）1月 - 情報システム業務等を追加し、略称をNCIPIからINPITに改めるとともに、シンボルマークを変更[9]。
- 2015年（平成27年）3月23日 - 特許情報プラットフォーム（J-PlatPat）のサービス開始。
- 2015年（平成27年）10月1日 - 画像意匠公報検索支援ツール（Graphic Image Park）のサービス開始[10]。
- 2017年（平成29年）7月31日 - グランフロント大阪に近畿統括本部（INPIT-KANSAI）を開設[11][12]。

## 所在地
- インピット本部[13]
  - 東京都港区虎ノ門4-3-1 城山トラストタワー8階
  - 営業秘密・知財戦略相談窓口、海外展開知財支援窓口[14]
- インピット特許庁分室[13]
  - 東京都千代田区霞が関3-4-3 特許庁庁舎1階、2階
  - 公報閲覧室、産業財産権相談窓口
- インピット虎の門分室[13]
  - 東京都千代田区霞が関3-8-1 虎ノ門ダイビルイースト（旧・虎の門三井ビルディング）2階、7階
  - 一般研修教室（2階）、VDT研修教室（7階）[14]
- インピット近畿統括本部[13]
  - 大阪府大阪市北区大深町3-1 グランフロント大阪ナレッジキャピタルタワーC9階[13]
  - 関西知財戦略支援専門窓口

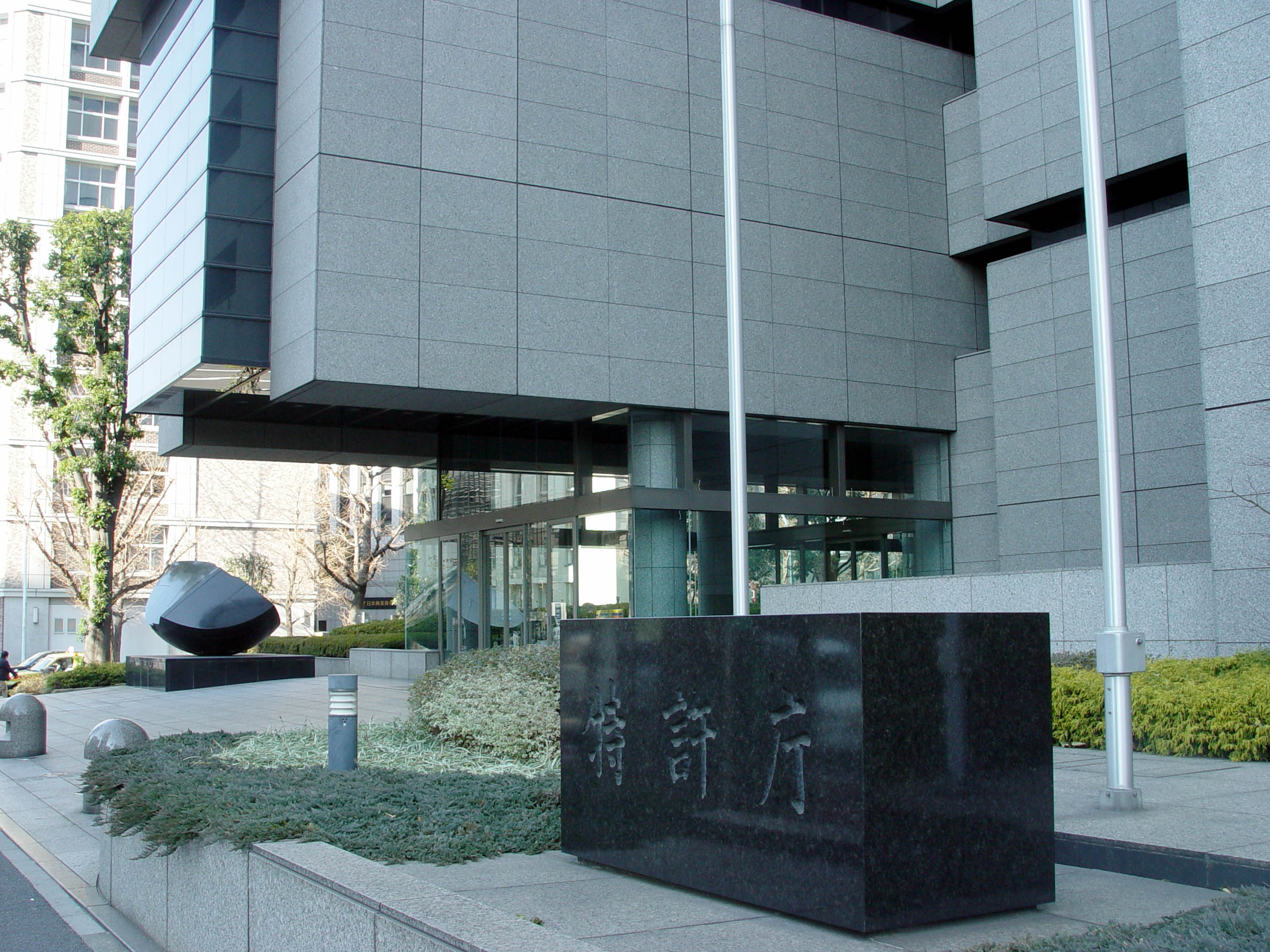
特許庁総合庁舎
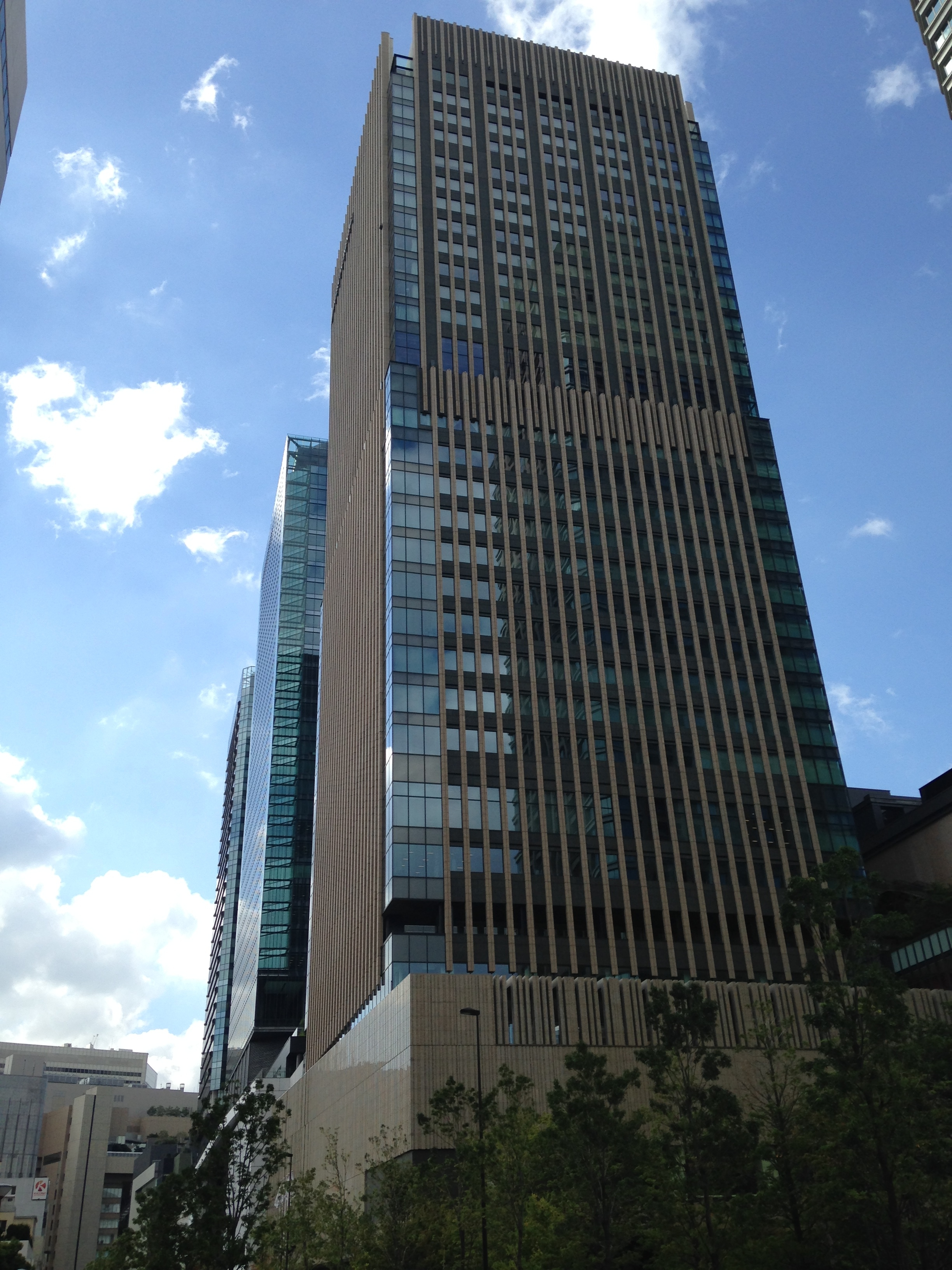
グランフロント大阪北館タワーC